# QR-kod

En QR-kod som omdirigerar till svenska Wikipedia

QR-kod, från engelskans Quick Response, är en patenterad och namnskyddad standard för rutkoder, tvådimensionella koder för optisk avläsning. Den utvecklades av det japanska företaget Denso 1994 för att lösa EAN-kodens begränsningar, och blev tidigt mycket vanlig i Japan. Datatermgruppen har föreslagit den svenska benämningen rutkod för QR-kod för att få en analogi med streckkoden.
QR-koder har på senare tid blivit vanliga i stora delar av världen, bland annat för att olika former av rutkodsläsare finns tillgängliga eller färdiginstallerade som applikationer i de flesta mobiltelefoner och surfplattor.
Även i Sverige har användningen av QR-koder ökat. Från 2012 till 2013 ökade användningen med ungefär 46 procent och det är i åldersgruppen 15–22 år som ökningen är störst.
Enligt en kanadensisk undersökning år 2010 växte användningen av QR-koder mycket snabbt i Nordamerika och förväntades öka även i andra delar av världen.

## Uppbyggnad

Exempel på QRC med svensk text på elementen.

De likadana fyrkanter som finns i tre av QR-kodens hörn visar avläsningsprogrammet vilken yta som ingår, medan den streckade linjen mellan innerhörnen anger upplösningen på koden. Den fjärde, mindre fyrkanten talar om i vilken riktning avkodningen ska ske.
En QR-kod kan innehålla betydligt mer information än en endimensionell streckkod (till exempel EAN-kod) på samma yta, vilket gör att kompletta hyperlänkar och olika tecken enkelt kan inkluderas.
| Enbart decimala siffror                                | 7 089 tecken |
| Bokstäver (versaler), siffror och andra tecken blandat | 4 296 tecken |
| Binära ord à 8 bit                                     | 2 953 byte   |

När den behövda informationsmängden är större än vad som ryms inom en QR-symbol kan flera läggas tätt intill varandra.

## Användning
En del transportföretag använder QR-koder som kan innehålla adresser både till mottagare och avsändare.

Kontaktinformation i form av en QR-kod.

QR-koder kan även innehålla kontaktuppgifter, likt ett visitkort. Koden kan då scannas in till en elektronisk adressbok och automatiskt lägga till uppgifter såsom namn, telefonnummer och adresser. I och med att många modernare mobiltelefoner kan läsa och avkoda QR-koder har kodernas användningsområden ökat. Koderna kan bland annat hittas på reklamskyltar och i tidningsannonser, där läsaren kan scanna in en QR-kod med sin mobiltelefon som då öppnar en webbsida med erbjudanden eller mer information.
På flera håll i världen, t.ex. i Japan och Uruguay, används QR-koder på gravstenar för att ge information om de avlidna personerna.. I Sverige är Harplinge kyrkogård i Halland först med QR-koder vid gravarna, enligt uppgift från Sveriges Radios P4 Halland. 
Bibliotek har börjat använda QR-koder på böckerna och i detaljposterna i bibliotekets katalog, där QR-koden är en webbadress till bokens detaljpostvisning i mobilwebbkatalogen.
Inom förskola och skola har QR-koder börjat användas som hjälpmedel för barns lärande.
Inom livsmedelsbranschen har produkter börjat inkludera QR-koder för att visa sin innehållsförteckning.